# Cantó de Castilhonés
El cantó de Castilhonés és un cantó francès del departament d'Òlt i Garona, situat al districte de Vilanuèva d'Òlt. Té 10 municipis i el cap és Castilhonés.

## Municipis
- Caüsac
- Castilhonés
- Cavarc
- Dosens
- Ferrensac
- La Landussa
- Lograta
- Montauriòl
- Sant Quentin de Dròt
- Serinhac e Pebodon

## Història
| Data d'elecció                           | Identitat         | Partit | Qualitat |
| ---------------------------------------- | ----------------- | ------ | -------- |
| 1970-197.                                | Roger Roques      | PS     |          |
| 197.-2001                                | Jacques Yvinec    | UDF    |          |
| 2001-                                    | Christian Ferullo | PS     |          |
| les dades anteriors no són pas conegudes |                   |        |          |
|                                          |                   |        |          |

## Demografia
| 1962  | 1968  | 1975  | 1982  | 1990  | 1999  | 2006  |
| ----- | ----- | ----- | ----- | ----- | ----- | ----- |
| 3.511 | 3.837 | 3.422 | 3.322 | 3.343 | 3.303 | 3.561 |